# Tag der Bundeswehr

Logo der Bundeswehr

Der Tag der Bundeswehr ist ähnlich einem Tag der offenen Tür; er wird seit 2015 an einem Samstag im Juni standortübergreifend an mehreren Kasernen und Dienststellen der Bundeswehr durchgeführt.
Durch diese jährliche Öffnung will sich die Bundeswehr nach eigener Definition sowohl als gesellschaftlich gebundener Teil der Bundesrepublik als auch als attraktiver Arbeitgeber präsentieren. Die „Verankerung“ in bzw. das Verhältnis zu der Gesellschaft soll durch den „persönlich“ geführten Dialog vertieft werden.

## Hintergrund
An den verschiedenen Standorten der Bundeswehr fanden schon zuvor seit vielen Jahren hin und wieder auch Tage der offenen Tür statt, bei denen jedoch nur der jeweilige Standort mit den dortigen spezifischen Aufgaben im Fokus standen. Die Bundeswehr, die mit ihren Standorten im Gegensatz zu vielen Unternehmen auch in der Fläche präsent ist, ließ diese Tage der offenen Tür jedoch nicht an einem bundesweit einheitlichen Tag ausrichten.
Zum Anlass des sechzigjährigen Bestehens der Bundeswehr sowie des fünfundzwanzigjährigen Bestehens als „Armee der Einheit“ wurde am Samstag, dem 13. Juni 2015, der erste Tag der Bundeswehr organisiert. Seitdem fand dieser Tag jährlich statt. 2020 und 2021 wurde er aufgrund der COVID-19-Pandemie als Präsenzveranstaltung abgesagt und digital durchgeführt. Die Standorte, an denen sich die Bundeswehr darstellt, wechseln von Jahr zu Jahr. An den einzelnen Standorten präsentieren sich dabei verschiedene Einheiten.
Die Teilnehmerzahl des Tags der Bundeswehr betrug 2019 deutlich weniger als von der Bundeswehr erhofft. So kamen in manchen Orten nur die Hälfte der erwarteten Besucher.
Mit dem russischen Überfall auf die Ukraine 2022 stieg das Interesse an der Bundeswehr und somit auch am Tag der Bundeswehr. Die Besucherzahlen lagen im Jahr 2024 bei über 230.000 Besuchern an neun Standorten.

## Veranstaltungsorte
Übersicht über die Veranstaltungsorte zum Tag der Bundeswehr.

### Tag der Bundeswehr 2015

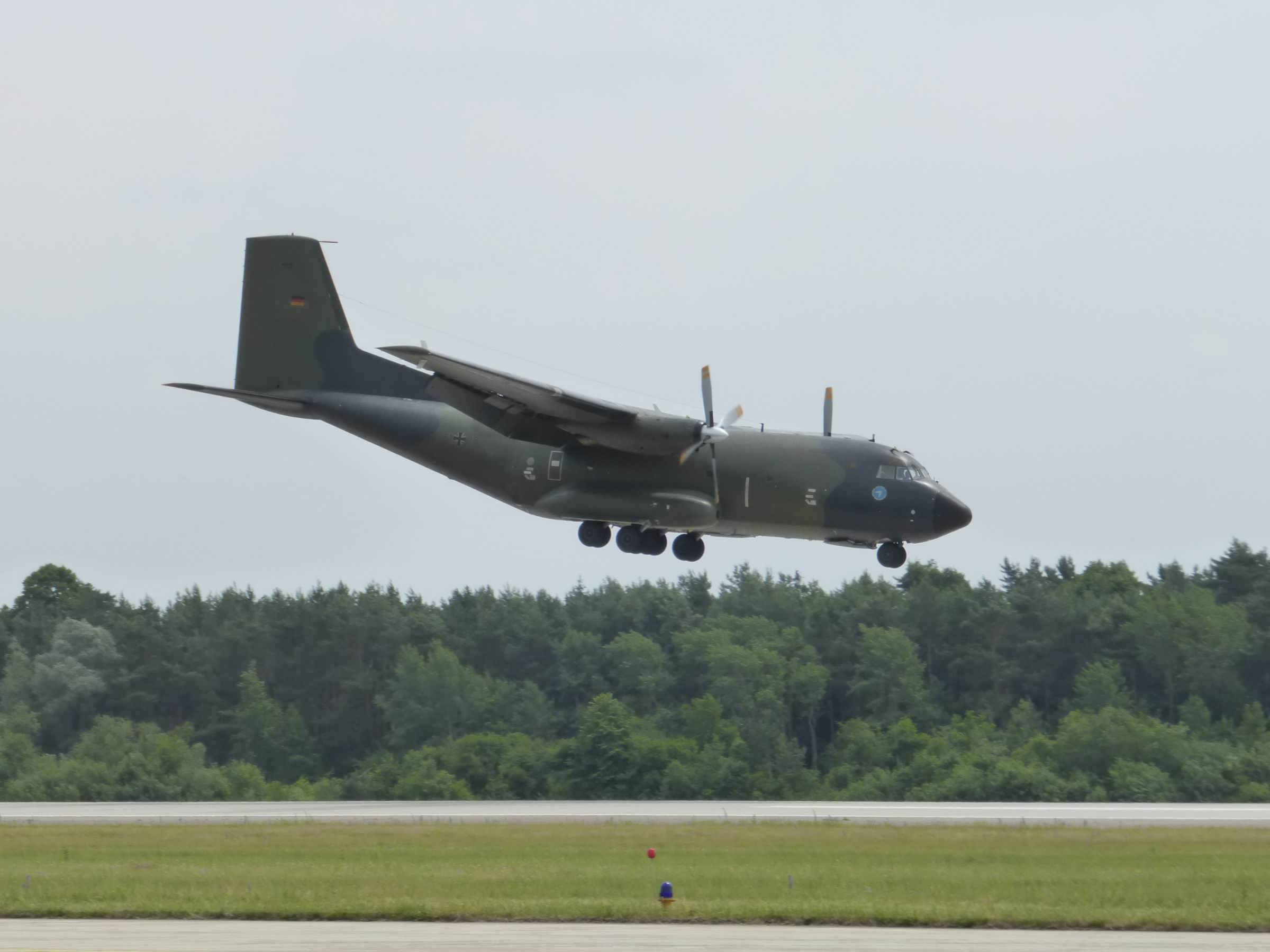
Tag der Bundeswehr 2015 in Manching.

Der Tag der Bundeswehr 2015 fand am 13. Juni 2015 an 15 Standorten statt.
- Bischofswiesen
- Bonn
- Burg
- Eckernförde
- Flensburg (Marineschule Mürwik)
- Fritzlar
- Hannover
- Koblenz
- Laupheim
- Leipzig
- Manching
- Nörvenich
- Rostock
- Storkow
- Wilhelmshaven

### Tag der Bundeswehr 2016

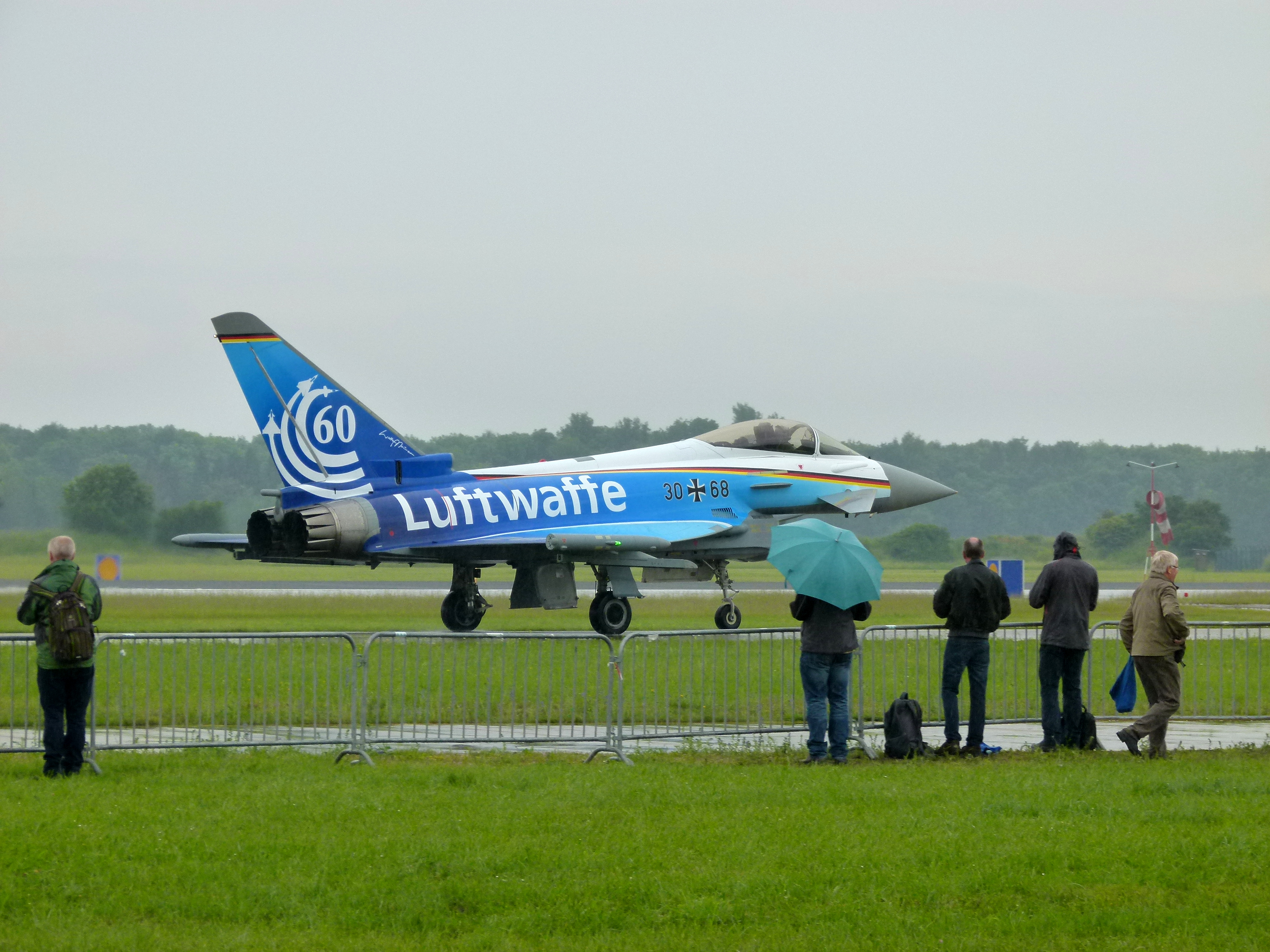
Fliegerhorst in Neuburg beim Tag der Bundeswehr 2016

Der Tag der Bundeswehr 2016 fand am 11. Juni 2016 an 16 Standorten statt.
- Bonn
- Bückeburg (IntHubschrAusbZ)
- Erfurt
- Frankenberg
- Hamburg
- Hohn
- Koblenz
- München
- Munster
- Neuburg an der Donau (Fliegerhorst Neuburg)
- Rostock
- Schlieben
- Stetten am kalten Markt
- Trier
- Veitshöchheim
- Wilhemlshaven

### Tag der Bundeswehr 2017

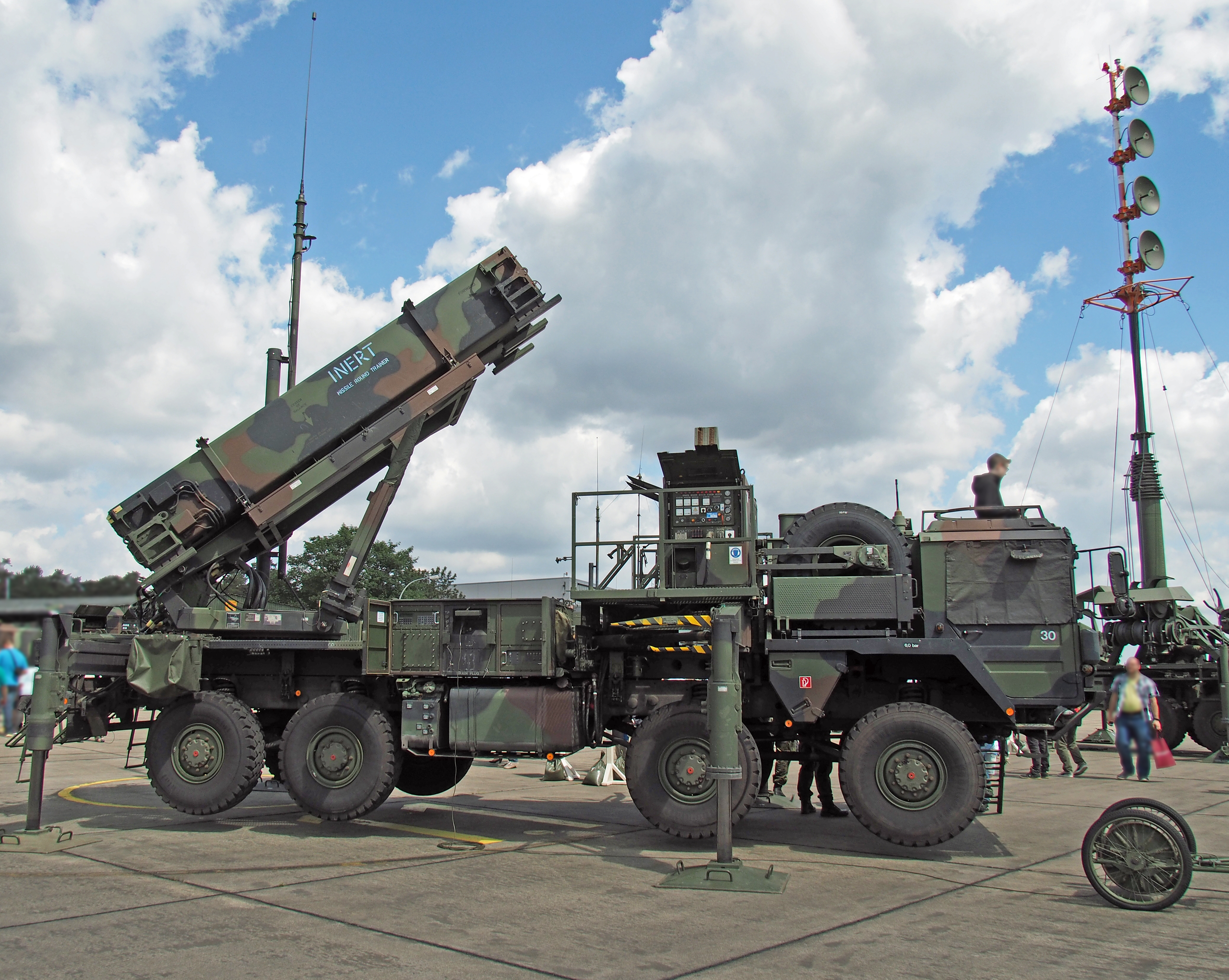
Tag der Bundeswehr 2017 in Faßberg.

Der Tag der Bundeswehr 2017 fand am 10. Juni 2017 an 16 Standorten statt.
- Aachen
- Augustdorf (Generalfeldmarschall-Rommel-Kaserne)
- Diepholz
- Faßberg (Fliegerhorst Faßberg)
- Füssen
- Greding
- Hürth
- Penzing
- Plön
- Rüsselsheim
- Storkow
- Stralsund
- Ulm/Dornstadt
- Weiden in der Oberpfalz
- Weißenfels
- Wilhelmshaven

### Tag der Bundeswehr 2018

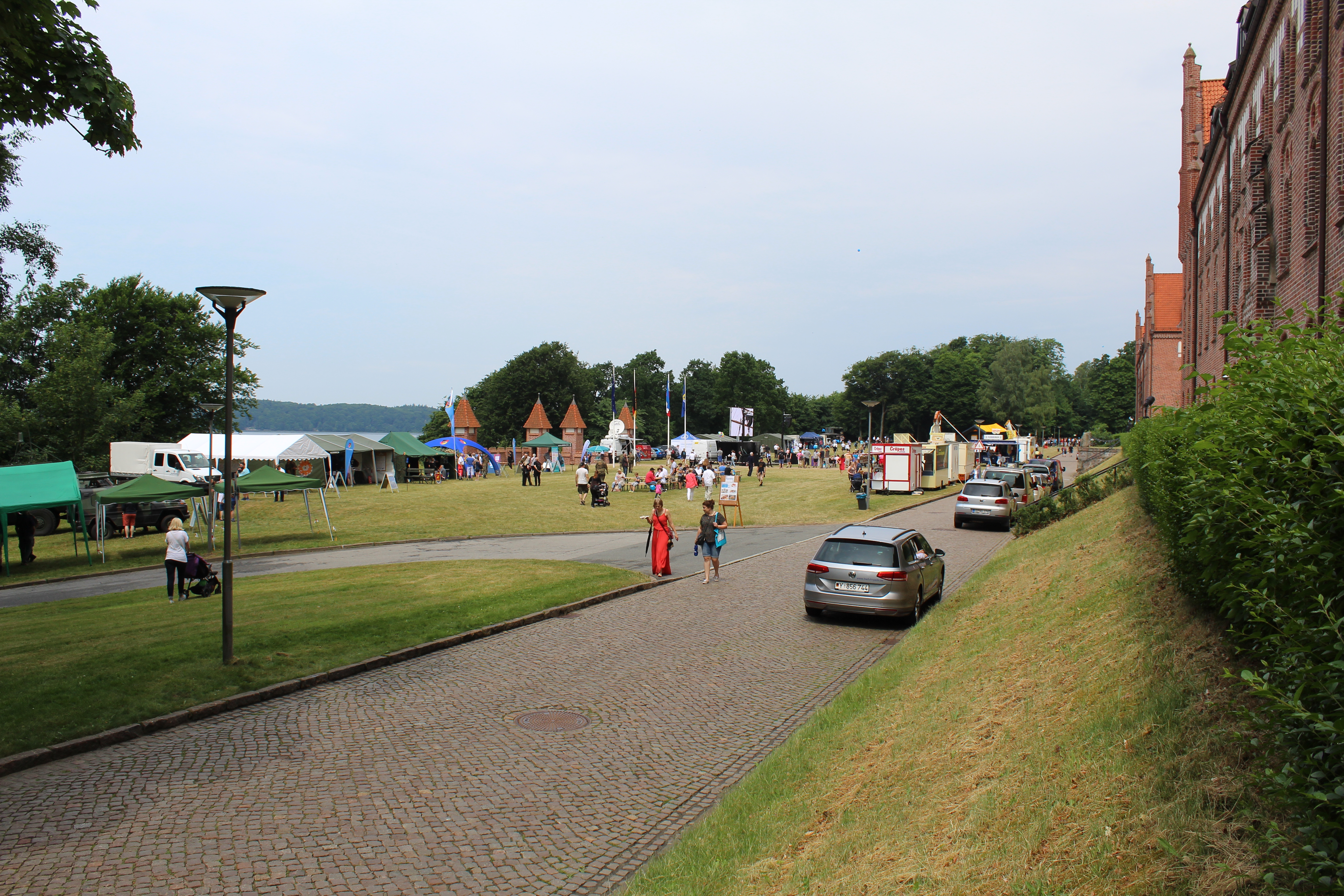
Informations- und Essensstände auf der Admiralswiese der Marineschule Mürwik beim Tag der Bundeswehr 2018

Der Tag der Bundeswehr 2018 fand am 9. Juni 2018 an 16 Standorten statt.
- Appen
- Baumholder (TrÜbPl Baumholder)
- Bonn
- Dresden (Graf-Stauffenberg-Kaserne)
- Erfurt
- Feldkirchen
- Flensburg (Marineschule Mürwik)
- Hamburg (FüAkBw)
- Holzdorf (Fliegerhorst Holzdorf)
- Ingolstadt
- Mannheim
- Meppen
- Murnau am Staffelsee
- Oldenburg (Henning-von-Tresckow-Kaserne)
- Rostock
- Wunstorf (Fliegerhorst Wunstorf)

### Tag der Bundeswehr 2019

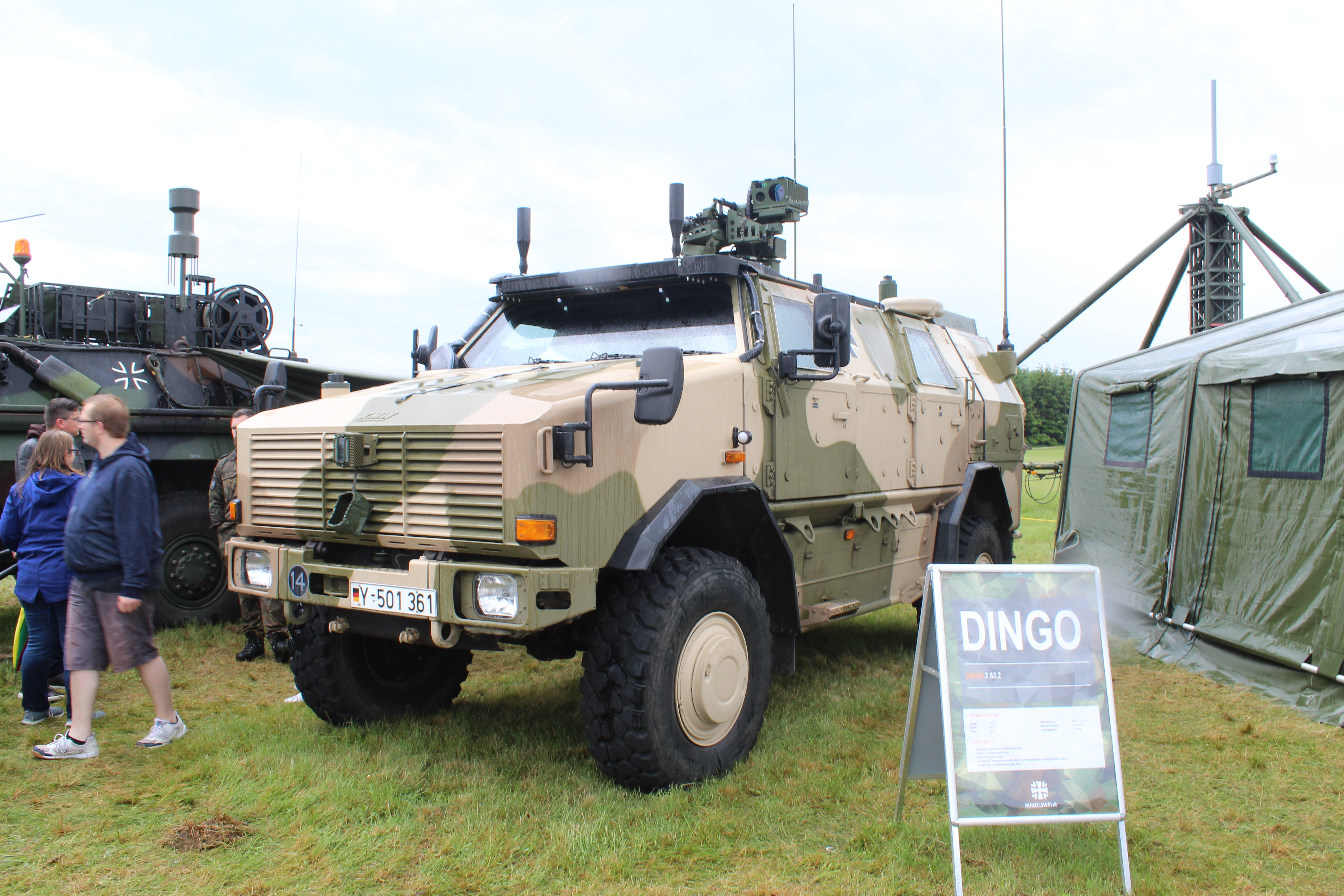
Tag der Bundeswehr 2019 in Jagel.

Der Tag der Bundeswehr 2019 fand am 15. Juni 2019 an 15 Standorten statt.
- Augustdorf
- Bad Hersfeld (Hessentag)
- Burg
- Cham
- Dillingen an der Donau
- Erding
- Faßberg
- Hamburg (Helmut-Schmidt-Universität/UniBw Hamburg)
- Jagel (Fliegerhorst Schleswig)
- Koblenz
- Münster
- Nordholz (Fliegerhorst Nordholz)
- Pfullendorf
- Schlieben
- Stralsund

### Tag der Bundeswehr 2020
Der Tag der Bundeswehr 2020 war für den 13. Juni 2020 an 15 Standorten geplant, wurde jedoch aufgrund der COVID-19-Pandemie abgesagt. Als Ersatz wurde eine digitale Veranstaltung durchgeführt.

### Tag der Bundeswehr 2021
Der Tag der Bundeswehr 2021 war für den 12. Juni 2021 an 16 Standorten geplant, wurde jedoch aufgrund der COVID-19-Pandemie abgesagt. Als Ersatz wurde eine digitale Veranstaltung durchgeführt.

### Tag der Bundeswehr 2022
Der Tag der Bundeswehr 2022 war für den 25. Juni 2022 an 16 Standorten geplant. Vier Standorte sagten ihre Veranstaltung aufgrund der COVID-19-Pandemie ab, an zwölf Standorten fand die Veranstaltung statt.
- Augustdorf
- Berlin (Julius-Leber-Kaserne)
- Brandenburg an der Havel
- Bückeburg
- Eckernförde
- Frankenberg (Eder)
- Kaufbeuren
- Leipzig
- Manching
- München (UniBw München)
- Rostock
- Stetten am kalten Markt
- Veitshöchheim
- Warendorf
- Weißenfels
- Zweibrücken

### Tag der Bundeswehr 2023

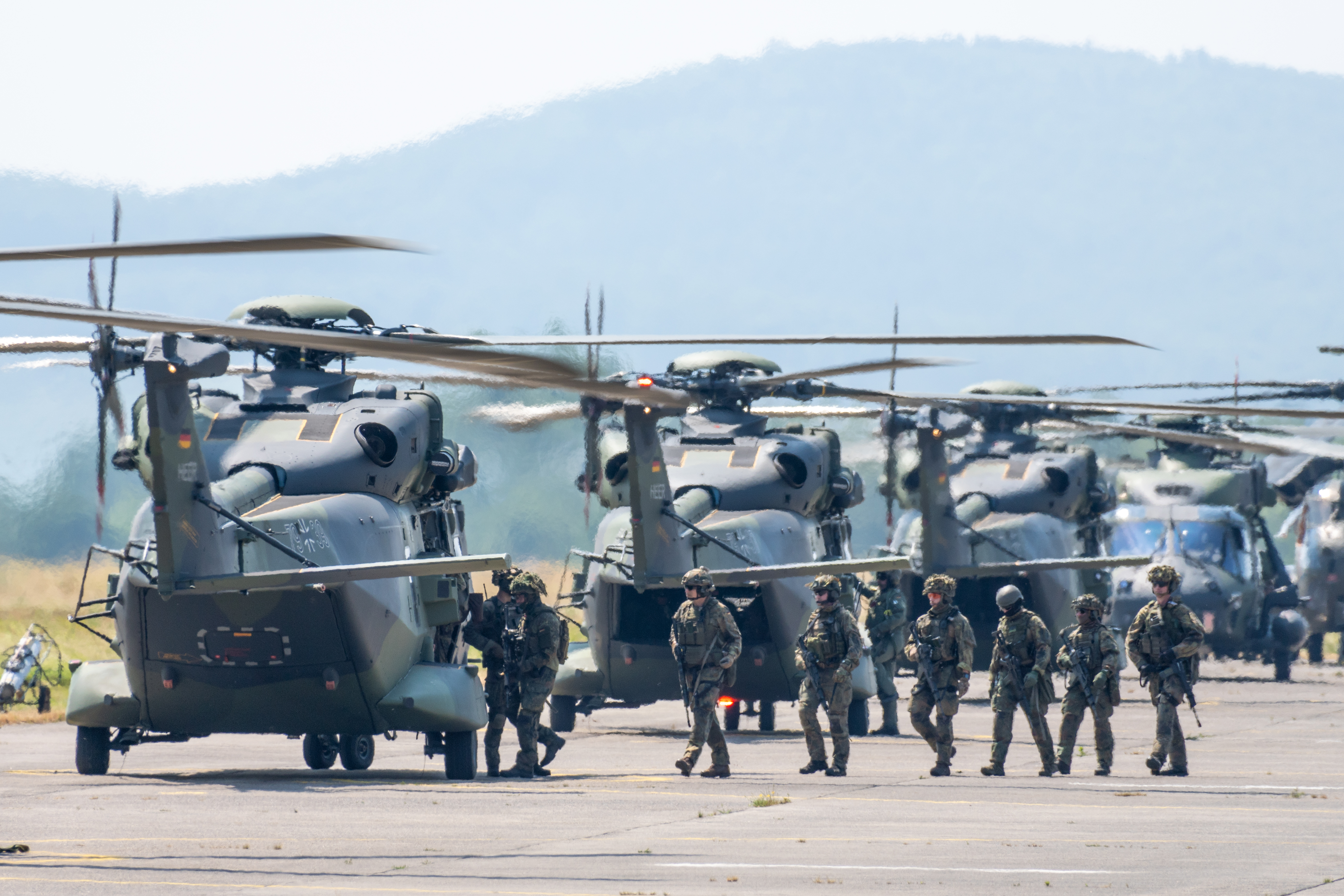
Tag der Bundeswehr 2023 in Bückeburg.

Der Tag der Bundeswehr 2023 fand am 17. Juni 2023 an zehn Standorten statt.
- Brandenburg an der Havel
- Bruchsal
- Bückeburg
- Kaufbeuren
- Kümmersbruck
- Murnau am Staffelsee
- München
- Oldenburg
- Veitshöchheim
- Wilhelmshaven

### Tag der Bundeswehr 2024

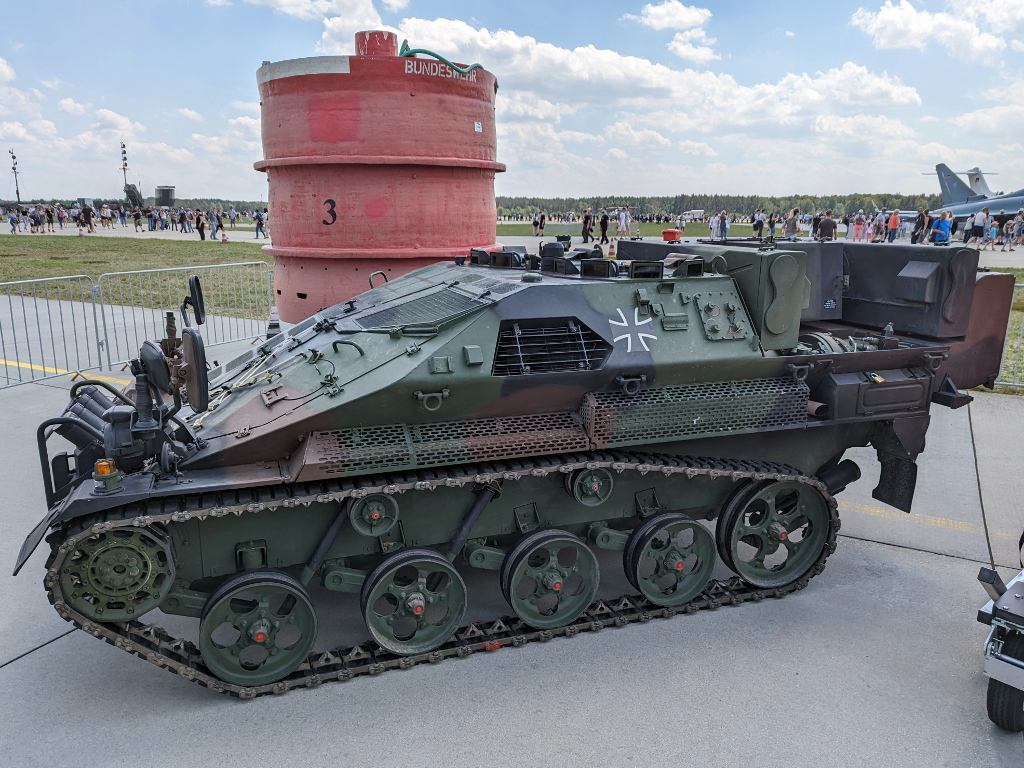
Tag der Bundeswehr 2024 in Holzdorf.

Der Tag der Bundeswehr 2024 fand am 8. Juni 2024 an neun Standorten statt. Die Veranstaltung in Mittenwald musste aufgrund einer Hochwasserlage kurzfristig abgesagt werden.
- Aachen
- Augustdorf
- Faßberg
- Gotha
- Hamburg
- Holzdorf
- Mayen
- Mittenwald
- Rostock
- Stetten am kalten Markt

### Tag der Bundeswehr 2025

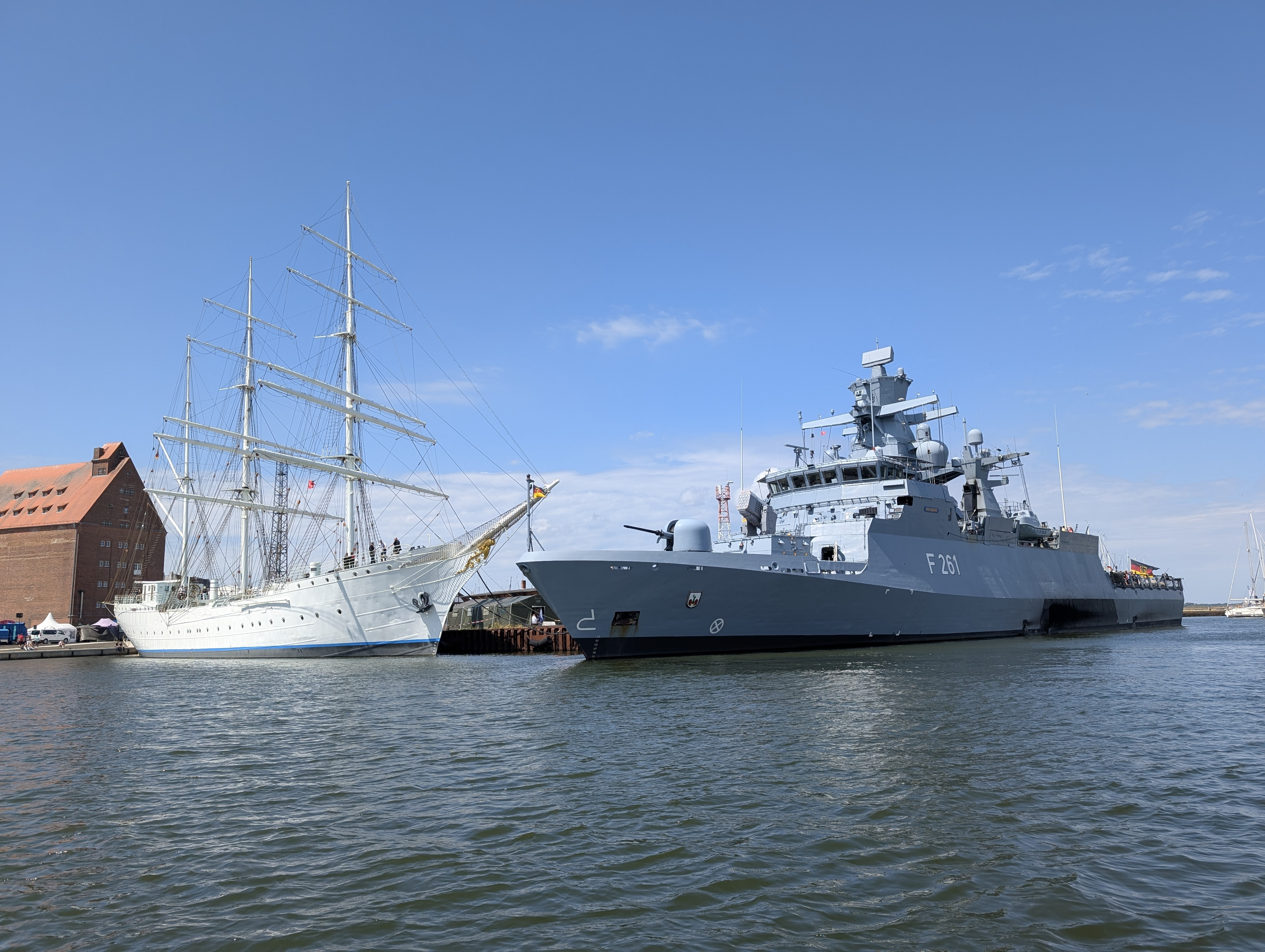
Die Korvette Magdeburg am Tag der Bundeswehr 2025 in Stralsund, neben der Gorch Fock

Der Tag der Bundeswehr 2025 fand am 28. Juni 2025 an zehn Standorten statt.
- Bückeburg
- Delitzsch
- Diez
- Freyung
- Greding
- Jagel
- Köln
- Neubrandenburg
- Osterholz-Scharmbeck (Lucius-D.-Clay-Kaserne in Garlstedt)
- Stralsund

### Tag der Bundeswehr 2026
Der Tag der Bundeswehr soll am 6. Juni 2026 an zehn Standorten stattfinden.
- Eckernförde
- Essen
- Höxter
- Kastellaun
- Laage
- München (UniBw)
- Munster
- Nordholz
- Weiden in der Oberpfalz
- Weißenfels

## Kritik

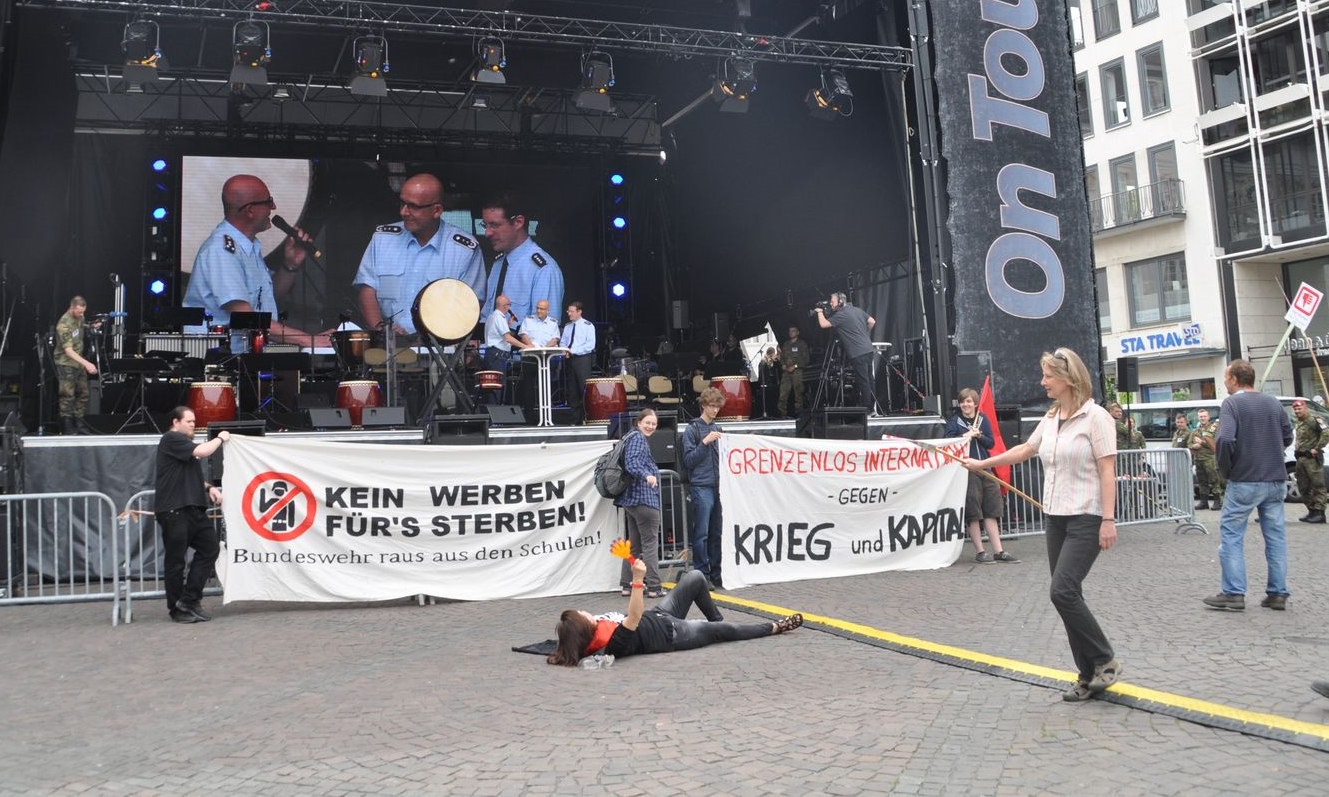
Proteste am Tag der Bundeswehr 2016 in Bonn

Nach dem Tag der Bundeswehr 2016 wurden Bilder veröffentlicht, auf denen Kinder mit Waffen der Typen G36 und P8 sowie bei einer Einweisung an Info-Tischen der Truppe an einer Maschinenpistole des Typs MP7 beim Anlegen und Zielen zu sehen sind. Teilweise werden sie von einem Soldaten an den Waffen eingewiesen. Das Bundesverteidigungsministerium kommentiere, dies sei „ein eindeutiger Verstoß gegen bestehende Vorschriften der Bundeswehr“.